# Rhyncomya tetropsis
Rhyncomya tetropsis är en tvåvingeart som först beskrevs av Jacques-Marie-Frangile Bigot 1891.  Rhyncomya tetropsis ingår i släktet Rhyncomya och familjen Rhiniidae. Inga underarter finns listade i Catalogue of Life.